# Печорний Петро Петрович
Петро Петрович Печорний (2 вересня 1932 Роїще, Чернігівської області) — український художник-декоратор (кераміка).

## Загальні відомості
Народився у селі Роїще на Чернігівщині у багатодітній родині.
Один із провідних художників сучасного декоративного мистецтва, професор, член Спілки художників України (1971), член Президії Українського фонду культури, лауреат літературно-мистецької премії ім. Івана Нечуя-Левицького (1997) та премії ім. Катерини Білокур (2006). З 2000 р. працює в Київському державному інституті декоративно-прикладного мистецтва і дизайну імені Михайла Бойчука на посаді професора і завідувача кафедри художніх виробів кераміки. Лауреат Шевченківської премії України.
Отримав фахову підготовку спочатку в Київському училищі декоративно-ужиткового мистецтва, котре на той час знаходилося на території Києво-Печерської лаври, а потім у Ленінградському вищому художньо-промисловому училищі ім. В. І. Мухіної (нині Санкт-Петербурзька державна художньо-промислова академія) на факультеті декоративно-ужиткового мистецтва зі спеціальності «Кераміка, скло».
З 1966 по 1970 рік працював головним художником на Городницькому порцеляновому заводі Житомирської області, згодом очолював лабораторію нових форм, фарб і деколей Українського науково-дослідного інституту кераміки і скла в м. Києві (1970—1973). У 1973—1984 рр. працював у творчо-виробничому об'єднанні Товариства охорони пам'яток історії та культури УРСР та у творчому об'єднанні «Художник».

## Творчість
У 1970-80-ті рр. П. Печорний виконав ряд монументально-декоративних композицій для оздоблення інтер'єрів громадських споруд, серед яких: молодіжне кафе у м. Києві, будинок культури у м. Полтава, завод радіоприладів у Чернігові, вестибюль і ресторан-кафе нового телецентру в м. Києві тощо.
Широко відомими творіннями майстра є серія тарелів «Козак Голота», «Козак Мамай», «Байда» (1982), «Дерево життя» (1985), декоративні скульптури «Відродження», «До світла» (2000).
Роботи художника знаходяться у багатьох музеях України, його творчість знана і за кордоном — художні твори П.Печорного прикрашають різні галереї світу.

## Книги

Книга спогадів «На отчій землі» (2008)

Творчості П. Печорного присвячено три книги: каталог творів (1989), альбом творів (2005) і велике монографічне дослідження «Камінний спалах» (видавалася двічі — 2006 і 2007). Найбільш об'ємним виданням з-поміж них є «Камінний спалах» — монографія про художника (70 % від загального обсягу в умовних друкарських аркушах). Сьогодні це єдине книжкове мистецтвознавче узагальнення доробку митця. В праці визначено особливості творчості кераміста і графіка, узагальнено його внесок в мистецький процес в Україні. Також подано: розгорнуту бібліографію (157 позицій); опис понад 400 творів кераміки, графіки, монументального мистецтва і малярства; перелік виставок; перелік 28 музеїв України, в яких зберігаються його твори. За інформаційним наповненням монографічний текст є сьогодні найбільш вичерпним, центральним джерелом для дослідників художнього доробку П. Печорного. На III Національному конкурсі публікацій «КеГоКе-2009» книга отримала І місце у номінації «Найкраща публікація документальних матеріалів».
Ілюстративним і каталожним доповненням до оглянутого монографічного тексту є дві інші книги — альбом і каталог. Кольоровий репродукційний матеріал подано в альбомі, перший перелік творів — у каталозі. Також про творчість художника написано кількадесят статей (з 1970-х).
Петро Печорний є автором спогадів «На отчій землі» (упорядник Остап Ханко). Вони написані жваво, мальовничо, вільним стилем. Окреслюють явища мистецького буття України за останні півстоліття, постаті митців, навколомистецькі події, містять значну кількість подробиць.

## Державні нагороди
- Орден «За заслуги» III ст. (13 листопада 2002) — за вагомий особистий внесок у збереження та популяризацію культурно-мистецької спадщини України, високий професіоналізм[4]
- Народний художник України (27 жовтня 1997) — за вагомий особистий внесок у розвиток національної культури, високий професіоналізм[5]
- Національна премія України імені Тараса Шевченка 2013 року — за серію керамічних тарелів за мотивами творів Тараса Шевченка[6]